# Wesley Newcomb Hohfeld
Wesley Newcomb Hohfeld was een Amerikaanse jurist. Hij studeerde aan Universiteit van Californië - Berkeley en Harvard Law School. Hij doceerde aan Stanford Law School en Yale Law School.
Hohfeld merkte dat de term recht met verschillende betekenissen door elkaar gebruikt werd. Hij splitste deze term op in acht verschillende soorten rechten om zo van de ambiguïteit af te raken. Hij maakte onderscheid tussen recht en privilege, oftewel verantwoordelijkheden, verplichtingen en verbintenissen enerzijds en vrijheden en vergunningen anderzijds.

## Claimrechten en vrijheidsrechten
Sommige filosofen en politicologen maken een onderscheid tussen claimrechten en vrijheidsrechten. Een claimrecht is een recht dat verantwoordelijkheden, plichten of verplichtingen met zich meebrengt voor andere partijen ten aanzien van de rechthebbende. Daarentegen is een vrijheidsrecht een recht dat geen verplichtingen voor andere partijen met zich meebrengt, maar alleen vrijheid of toestemming voor de rechthebbende. Het onderscheid tussen deze twee betekenissen van "rechten" vindt zijn oorsprong in de analyse daarvan door de Amerikaanse jurist Wesley Newcomb Hohfeld in zijn baanbrekende werk Fundamental Legal Conceptions, As Applied in Judicial Reasoning and Other Legal Essays (1919).
Vrijheidsrechten en claimrechten zijn het omgekeerde van elkaar: een persoon heeft een vrijheidsrecht dat hem toestaat iets te doen alleen als er geen andere persoon is die een claimrecht heeft dat hem dat verbiedt; en evenzo, als een persoon een claimrecht heeft tegen iemand anders, wordt de vrijheid van die andere persoon dus beperkt. Dit komt omdat de deontische concepten van verplichting en toestemming  De Morgan duaal zijn; een persoon mag alle en alleen de dingen doen waarvan hij niet verplicht is zich te onthouden, en is verplicht alle en alleen de dingen te doen waarvan hij zich niet mag onthouden.